# Niklas May
Niklas May (* 10. April 2002 in Freiberg) ist ein deutscher Fußballspieler.

## Karriere
Nach seinen Anfängen in der Jugend von RB Leipzig, für die er vier Spiele in der B-Junioren-Bundesliga absolvierte, wechselte er im Sommer 2019 in die Jugendabteilung von Viktoria Köln. Für seinen Verein kam er bis zum Saisonabbruch in Folge der COVID-19-Pandemie auf insgesamt 17 Spiele in der A-Junioren-Bundesliga. In der Folgezeit wurde er in den Spieltagskader der 3. Liga-Mannschaft aufgenommen und kam dort auch zu seinem ersten Einsatz im Profibereich, als er am 22. Mai 2021, dem 38. Spieltag, beim 1:1-Auswärts-Unentschieden gegen Türkgücü München in der 61. Spielminute für Luca Stellwagen eingewechselt wurde. Bei seinem Startelfdebüt im Finale des Mittelrheinpokals errang er seinen ersten Titel und wurde Mittelrhein-Pokalsieger. Im Sommer 2025 verließ er die Viktoria und schloss sich zur folgenden Saison dem SV Wehen Wiesbaden an.

## Erfolge
Viktoria Köln
- Mittelrheinpokal-Sieger: 2021, 2022, 2023, 2025